# Nuoto in acque libere ai campionati mondiali di nuoto 2015 - 10 km maschili
La gara dei 10 km in acque libere maschile si è svolta la mattina del 27 luglio 2015 e vi hanno preso parte 72 atleti, provenienti da 44 diverse nazioni. La gara, svolta nella acque del fiume Kazanka, è iniziata alle 12:00 ora locale ed è terminata circa due ore e un quarto dopo.
Inoltre, i primi dieci classificati si sono qualificati alle olimpiadi di Rio de Janeiro del successivo anno.

## Medaglie
| Posizione | Atleta              | Nazionalità |
| --------- | ------------------- | ----------- |
| Oro       | Jordan Wilimovsky   | Stati Uniti |
| Argento   | Ferry Weertman      | Paesi Bassi |
| Bronzo    | Spyridōn Gianniōtīs | Grecia      |

## Risultati
| Posizione | Atleta                           | Nazionalità         | Tempo     |
| --------- | -------------------------------- | ------------------- | --------- |
|           | Jordan Wilimovsky                | Stati Uniti         | 1h49'48"2 |
|           | Ferry Weertman                   | Paesi Bassi         | 1h50'00"3 |
|           | Spyridōn Gianniōtīs              | Grecia              | 1h50'00"7 |
| 4         | Sean Ryan                        | Stati Uniti         | 1h50'03"3 |
| 5         | Jack Rex David Burnell           | Gran Bretagna       | 1h50'05"8 |
| 6         | Marc-Antoine Daniel Frede Oliver | Francia             | 1h50'06"4 |
| 7         | Simone Ruffini                   | Italia              | 1h50'09"1 |
| 8         | Richard Weinberger               | Canada              | 1h50'19"9 |
| 9         | Allan Do Carmo                   | Brasile             | 1h50'23"1 |
| 10        | Federico Vanelli                 | Italia              | 1h50'23"1 |
| 11        | Yasunari Hirai                   | Giappone            | 1h50'28"3 |
| 12        | Axel Reymond                     | Francia             | 1h50'28"4 |
| 13        | Gergely Gyurta                   | Ungheria            | 1h50'37"6 |
| 14        | Daniel Lee Fogg                  | Gran Bretagna       | 1h50'39"7 |
| 15        | Simon Huitenga                   | Australia           | 1h50'41"3 |
| 16        | Andreas Waschburger              | Germania            | 1h50'41"4 |
| 17        | Lijun Zu                         | Cina                | 1h50'46"0 |
| 18        | Christian Reichert               | Germania            | 1h50'46"4 |
| 19        | Chad Ho                          | Sudafrica           | 1h50'47"9 |
| 20        | Esteban Enderica Salgado         | Ecuador             | 1h50'48"3 |
| 21        | Diogo Villarinho                 | Brasile             | 1h50'48"8 |
| 22        | Mateusz Sawrymowicz              | Polonia             | 1h50'49"1 |
| 23        | Oussama Mellouli                 | Tunisia             | 1h50'50"2 |
| 24        | Marcel Schouten                  | Paesi Bassi         | 1h50'52"4 |
| 25        | Ihor Chervynskyi                 | Ucraina             | 1h50'57"3 |
| 26        | Daniel Delgadillo                | Messico             | 1h51'00"8 |
| 27        | Erwin Maldonado                  | Venezuela           | 1h51'19"1 |
| 28        | George O'Brien                   | Australia           | 1h51'19"6 |
| 29        | Antonios Fokaidis                | Grecia              | 1h51'27"3 |
| 30        | Kane Radford                     | Nuova Zelanda       | 1h51'29"4 |
| 31        | Guillermo Bertola                | Argentina           | 1h51'33"6 |
| 32        | Vitaliy Khudyakov                | Kazakistan          | 1h51'33"7 |
| 33        | Kirill Abrosimov                 | Russia              | 1h51'37"1 |
| 34        | Ivan Enderica Ochoa              | Ecuador             | 1h51'54"5 |
| 35        | Yohsuke Miyamoto                 | Giappone            | 1h52'06"7 |
| 36        | Márk Papp                        | Ungheria            | 1h52'53"0 |
| 37        | Ján Kútnik                       | Rep. Ceca           | 1h52'56"8 |
| 38        | Matthias Schweinzer              | Austria             | 1h52'57"5 |
| 39        | Diego Vera                       | Venezuela           | 1h52'58"9 |
| 40        | Gabriel Villagoiz                | Argentina           | 1h53'00"6 |
| 41        | Rafael Gil                       | Portogallo          | 1h53'01"2 |
| 42        | Shahar Resman                    | Israele             | 1h53'05"1 |
| 43        | Daniil Serebrennikov             | Russia              | 1h53'11"9 |
| 44        | Christopher Bryan                | Irlanda             | 1h53'22"9 |
| 45        | Qiao Zhongyi                     | Cina                | 1h53'38"5 |
| 46        | Ventsislav Aydarski              | Bulgaria            | 1h53'58"6 |
| 47        | Antonio Arroyo                   | Spagna              | 1h54'00"2 |
| 48        | Arturo Pérez Vertti              | Messico             | 1h54'18"4 |
| 49        | Youssef Hossameldeen             | Egitto              | 1h54'22"5 |
| 50        | Adel Ragab                       | Egitto              | 1h55'41"5 |
| 51        | Gustavo Gutiérrez                | Perù                | 1h56'23"1 |
| 52        | Kyrylo Shvets                    | Ucraina             | 1h56'25"8 |
| 53        | Shai Toledano                    | Israele             | 1h56'27"9 |
| 54        | Matěj Kozubek                    | Rep. Ceca           | 1h56'34"2 |
| 55        | Vasco Gaspar                     | Portogallo          | 1h56'38"9 |
| 56        | Eric Hedlin                      | Canada              | 1h56'52"3 |
| 57        | Tamás Farkas                     | Serbia              | 1h58'22"1 |
| 58        | Héctor Ruiz                      | Spagna              | 1h58'22"2 |
| 59        | Ivan Šitić                       | Croazia             | 2h00'05"7 |
| 60        | Haythem Abdelkhalek              | Tunisia             | 2h03'26"7 |
| 61        | Kenessary Kenenbayev             | Kazakistan          | 2h05'43"6 |
| 62        | Walter Caballero                 | Bolivia             | 2h08'15"3 |
| 63        | Kwan Ho Yin                      | Hong Kong           | 2h10'56"5 |
| 64        | Tse Tsz Fung                     | Hong Kong           | 2h11'05"9 |
| 65        | Cristofer Lanuza                 | Costa Rica          | 2h12'23"3 |
| 66        | Ávila Emilio                     | Guatemala           | 2h14'15"4 |
| 67        | Abdulla Al-Balooshi              | Emirati Arabi Uniti | 2h14'43"3 |
| 68        | Marek Pavúk                      | Slovacchia          | 2h16'37"0 |
| 69        | Mandar Divase                    | India               | 2h16'50"2 |
| -         | Daniel Marais                    | Sudafrica           | DNF       |
| -         | Brian Ryckeman                   | Belgio              | DNS       |
| -         | Aflah Prawira                    | Indonesia           | DNS       |